# Claude Moraes

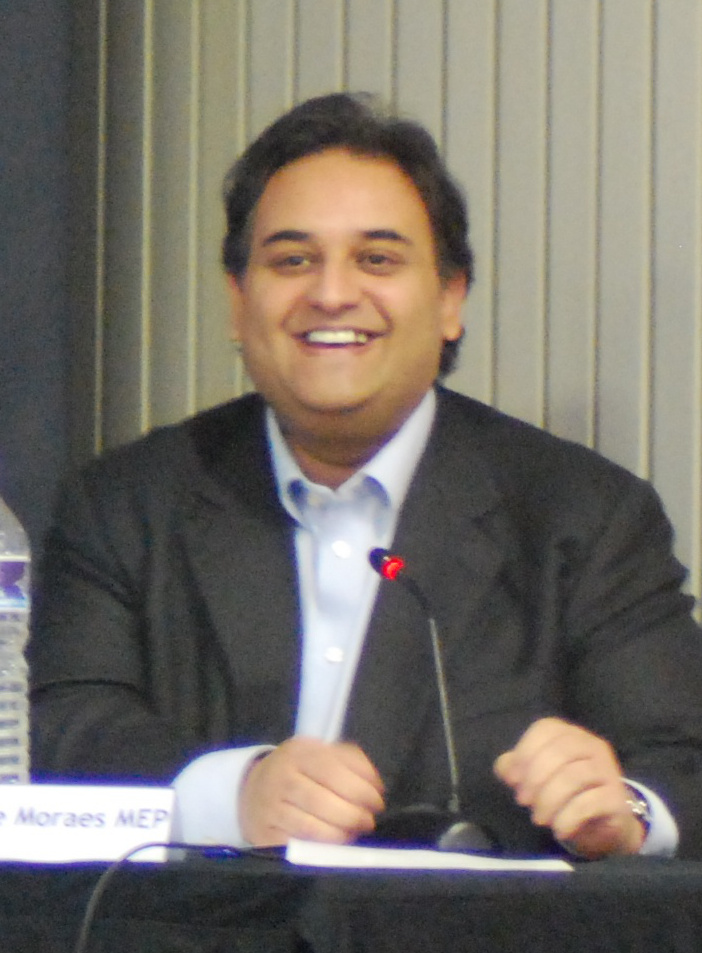
Claude Moraes, 2012

Claude Ajit Moraes, Baron Moraes OBE (* 22. Oktober 1965 in Aden) ist ein britischer Politiker der Labour Party. Von 1999 bis 2020 war er Mitglied des Europäischen Parlaments und seit 2025 ist er als Life Peer Mitglied des britischen House of Lords.

## Werdegang
Moraes ist das Kind indischer Katholiken aus Mysore und Bombay wurde in der vormaligen britischen Kolonie Aden geboren. Nachdem er im Alter von sechs Jahren mit seinen Eltern nach Großbritannien gezogen war, wuchs Claude Moraes in Schottland auf. Nach dem Studium des englischen und schottischen Rechts an der University of Dundee, das er 1987 mit dem Bachelor of Laws abschloss, erwarb er 1989 am Birkbeck College der University of London den Master of Science in Verwaltungswissenschaft und Verwaltungsrecht. Anschließend absolvierte er bis 1991 ein postgraduales Studium des internationalen Rechts an der London School of Economics and Political Science. Bereits während seines Studiums war er von 1986 bis 1989 Berater der Mitglieder des britischen House of Commons John Reid und Paul Boateng, ehe er 1989 Beauftragter des europäischen Gewerkschaftsverbands ETUC für nationale Politik wurde. Dieses Amt hatte Moraes bis 1992 inne, als er zum als Direktor des Gemeinsamen Rats für die Betreuung von Einwanderern ernannt wurde; ab 1993 war er zusätzlich leitender Geschäftsführer der Stiftung zur Unterstützung von Einwanderern. Beide Ämter gab er 1998 auf, als er stattdessen für ein Jahr Mitglied des Ausschusses für die Gleichberechtigung der Rassen wurde. Bereits seit 1997 ist er zudem Mitglied des Nationalen Rats für bürgerliche Freiheiten (NCCL). 
1999 wurde er erstmals als Abgeordneter der Labour Party für den Wahlkreis Greater London in das Europäische Parlament gewählt. Er war dort Mitglied in der Sozialdemokratischen Fraktion. Dort war er bis 2004 erster stellvertretender Vorsitzender der Delegation für die Beziehungen zu Südafrika. Bei den Parlamentswahlen 2004 und 2009 wurde er jeweils wiedergewählt und hatte sein Mandat bis zum 31. Januar 2020 inne.
Als Abgeordneter war er dort Mitglied im Ausschuss für bürgerliche Freiheiten, Justiz und Inneres und im Sonderausschuss gegen organisiertes Verbrechen, Korruption und Geldwäsche sowie stellvertretendes Mitglied im Ausschuss für Binnenmarkt und Verbraucherschutz; ferner ist er stellvertretender Vorsitzender der Delegation für die Beziehungen zur Arabischen Halbinsel sowie stellvertretendes Mitglied der Delegation für die Beziehungen zu Indien. Ab 2004 war Moraes Vorsitzender der Interfraktionellen Arbeitsgruppe für die Bekämpfung von Rassismus und für Vielfalt und stellvertretender Vorsitzender der Interfraktionellen Arbeitsgruppe über das Altern sowie ab 2009 Vorsitzender der Delegation der Labour Party im Europäischen Parlament und Koordinator der sozialdemokratischen Fraktion im Ausschuss für bürgerliche Freiheiten, Justiz und Inneres. 
Darüber hinaus machte Moraes durch das Verfassen verschiedener Publikationen auf sich aufmerksam; so war er im Jahr 1994 ein Mitverfasser von Social Work and Minorities in the EU und 2003 ein Mitverfasser von The Politics of Migration sowie ein Jahr später von Migration Policy in the UK. Des Weiteren erschienen von ihm Artikel über Justiz und Inneres und EU-Fragen in Zeitungen und Zeitschriften.
Am 17. Januar 2025 wurde er als Baron Moraes, of Hawkhill in the City of Dundee, zum Life Peer erhoben und ist dadurch seither Mitglied des House of Lords.